# Sidney (Nebraska)
Sidney es una ciudad ubicada en el condado de Cheyenne en el estado estadounidense de Nebraska. En el Censo de 2010 tenía una población de 6757 habs. y una densidad poblacional de 377 hab/km².

## Geografía
Sidney se encuentra ubicada en las coordenadas 41°8′1″N 102°58′6″O / 41.13361, -102.96833. Según la Oficina del Censo de los Estados Unidos, Sidney tiene una superficie total de 17.95 km², de la cual 17.95 km² corresponden a tierra firme y (0%) 0 km² es agua.

## Demografía
Según el censo de 2010, había 6757 personas residiendo en Sidney. La densidad de población era de 376,52 hab./km². De los 6757 habitantes, Sidney estaba compuesto por el 92.35% blancos, el 0.22% eran afroamericanos, el 0.8% eran amerindios, el 2.32% eran asiáticos, el 0.07% eran isleños del Pacífico, el 2.74% eran de otras razas y el 1.49% pertenecían a dos o más razas. Del total de la población el 7.37% eran hispanos o latinos de cualquier raza.